# 孙珩超
孙珩超（1960年—），汉族，中华人民共和国政治人物、第十一届全国政协委员。
担任全国工商联常委、宁夏回族自治区工商联副主席。2008年，当选第十一届全国政协委员，代表教育界，分入第四十二组。